# 소음순 주름띠
소음순 주름띠(frenulum of labia minora, 소음순 소대) 또는 음순 소대(fourchette) 또는 뒤 음순 연결부(posterior commissure of the labia minora)는 소음순이 뒤쪽에서 만나는 주름띠이다.

## 같이 보기
- 뒤 맞교차
- 대음순
- 소음순
- 음순
- 주름띠